# Morgan Kneisky
Morgan Kneisky (* 31. August 1987 in Besançon) ist ein französischer Radsporttrainer und ehemaliger Radrennfahrer. Als Aktiver wurde er viermal Weltmeister auf der Bahn.

## Sportliche Laufbahn
Morgan Kneisky gewann 2005 in der Juniorenklasse die zweite Etappe bei der „Tour de Lorraine“. In der Saison 2008 gewann er die erste Etappe bei der „Tour de Moselle“ und konnte so auch die Gesamtwertung für sich entscheiden. Bei den Bahnrad-Weltmeisterschaften 2009 in Pruszków wurde Kneisky Weltmeister im Scratch. Außerdem wurde er 2009 auf der Straße Zweiter bei dem Eintagesrennen Dijon-Auxonne-Dijon.
Bei den Bahnradsport-Weltmeisterschaften 2011 in Apeldoorn gewann Kneisky zwei Medaillen: jeweils Bronze in Punktefahren und im Scratch. Im Zweier-Mannschaftsfahren belegte er gemeinsam mit Vivien Brisse Platz vier. 2013 wurde Kneisky gemeinsam mit Vivien Brisse in Minsk Weltmeister im Zweier-Mannschaftsfahren. Zwei weitere Weltmeistertitel errang er in dieser Disziplin 2015 (mit Bryan Coquard) sowie 2017 (mit Benjamin Thomas). 
2020 belegte Kneisky gemeinsam mit dem Deutschen Theo Reinhardt beim Bremer Sechstagerennen Rang zwei. Am 30. Juni des Jahres beendete er seine Straßenkarriere. Sein Ziel war die Qualifikation auf der Bahn für die Olympischen Spiele in Tokio, wo er mit Benjamin Thomas im Zweier-Mannschaftsfahren starten wollte, was ihm aber nicht gelang. Er beendete seine Radsportlaufbahn nach den Bahnradsport-Weltmeisterschaften 2021 im französischen Roubaix, wo er gemeinsam mit Thomas im Zweier-Mannschaftsfahren Rang fünf belegte.

## Berufliches
Zum 1. November 2023 verpflichtete der Schweizer Radsportverband Swiss Cycling Kneisky als Trainer in Vorbereitung auf die Olympischen Spiele 2024 in Paris, insbesondere zum gezielten Training in den Disziplinen Omnium und Zweier-Mannschaftsfahren.

## Erfolge
2009
- Weltmeister – Scratch
- Französischer Meister – Zweier-Mannschaftsfahren (mit Kévin Fouache)
- Französischer Meister – Scratch

2010
- Französischer Meister – Punktefahren
- Weltcup Cali – Scratch

2011
- Weltmeisterschaft – Scratch, Punktefahren
- Europameisterschaft – Zweier-Mannschaftsfahren (mit Vivien Brisse)
- Sechstagerennen Grenoble mit Iljo Keisse

2012
- eine Etappe Boucles de la Mayenne

2013
- Weltmeister – Zweier-Mannschaftsfahren (mit Vivien Brisse)
- Französischer Meister – Zweier-Mannschaftsfahren (mit Julien Duval)
- 4 Jours Cyclistes de Grenoble (mit Vivien Brisse)

2014
- Europameisterschaft – Zweier-Mannschaftsfahren mit Vivien Brisse

2015
- Weltmeister – Zweier-Mannschaftsfahren mit Bryan Coquard

2016
- Weltmeisterschaft – Zweier-Mannschaftsfahren (mit Benjamin Thomas)

2017
- Weltmeister – Zweier-Mannschaftsfahren (mit Benjamin Thomas)